# Niedermohr
Niedermohr es un municipio situado en el distrito de Kaiserslautern, en el estado federado de Renania-Palatinado (Alemania). Su población estimada a finales de 2016 era de 1452 habitantes.
Se encuentra ubicado en la zona centro-sur del estado, en la región de Hunsrück, cerca de la ciudad de Kaiserslautern.